# Ryō Katsuji
Ryō Katsuji (jap. 勝地 涼 Katsuji Ryō; ur. 20 sierpnia 1986) – japoński aktor filmowy, telewizyjny i głosowy.

## Filmografia

### Seriale
- 2000: Eien no ko jako Shōichirō Nagase (NTV)
- 2001: Maria jako Toshiya Takahara (TBS)
- 2001: Ninjo shigure machi jako Senkichi (NHK)
- 2001: Sayonara, Ozu-sensei jako Kenta Nagase (Fuji TV)
- 2002: Mōdōken Quill no isshō jako Masaharu Miyata (NHK)
- 2003: Suekko chōnan ane sannin jako Kenichi Yoneyama (TBS)
- 2003: Stand Up!! jako Yoshiki Matzuzaki (TBS)
- 2007: Haken no hinkaku jako Tsutomu Asano (NTV)
- 2008: Atsuhime jako John Manjirō (NHK)
- 2009: Tokyo Dogs jako Keiichi Horikawa (Fuji TV)

### Filmy
- 2001: Wszystko o Lily Chou-Chou (jap. リリイ・シュシュのすべて Rirī Shushu no subete) jako Terawaki Shioske
- 2003: Yume oikakete jako Junichi
- 2003: Battle Royale II: Requiem jako Haruya Sakurai
- 2005: Bōkoku no Aegis (jap. 亡国のイージス Bōkoku no ījisu) jako Kō Kisaragi
- 2005: Kūchū Teien jako Morisaki
- 2005: Kono mune ippai no ai o jako Teruyoshi Nunokawa
- 2006: Hana yori mo naho jako Sōemon Aoki
- 2007: Kōfuku na shokutaku jako Bengaku Oura
- 2007: Tokyo Tower: Okan to boku to, tokidoki, oton jako Hiraguri
- 2007: Kisshō Tennyo jako Ryō Tōno
- 2007: Awa Dance jako Kōji Tachibana
- 2009: Labirynt strachu jako Motoko
- 2010: Surely Someday (jap. シュアリー・サムデイ) jako Kyōhei Manabe, gitarzysta
- 2011: Hankyū densha jako Keiichi Kosaka
- 2011: Ogawa no hotori jako Shinzō
- 2012: Kita no kanaria-tachi jako Naoki Ikushima
- 2012: Asu e no tōkakan jako Yūta Oikawa
- 2014: Crows Explode jako Kenichi Ogisu
- 2014: Vancouver no Asahi jako Kei Kitamoto

## Dubbing

### Filmy
- 2006: Gin’iro no kami no Agito (jap. 銀色の髪のアギト) jako Agito
- 2010: Gekijō-ban Kidō Senshi Gundam 00 -Awakening of the Trailblazer- jako Descartes Shaman
- 2017: Power Rangers jako Jason Scott/Czerwony Ranger

### Seriale
- 2011: Un-Go jako Shinjūrō Yūki

## Nagrody i nominacje
Został nominowany do Nagrody Japońskiej Akademii Filmowej w kategorii „najlepszy debiutant” za rolę w filmie Bōkoku no Aegis.